# Percy-Island-Flughund
Der Percy-Island-Flughund (Pteropus brunneus) ist eine ausgestorbene Flughundart, die auf der australischen Insel Percy Island endemisch war.

## Beschreibung
Der Percy-Island-Flughund erreichte eine Länge von 210 mm, eine Unterarmlänge von 118 mm und ein Gewicht von 200 Gramm. Die Ohrenlänge betrug zwei Zentimeter. Das Fell war fast überall ziemlich kurz. Die Flughaut zwischen den Oberschenkeln (Interfemoral-Haut) war in der Mitte sehr schmal und durch das Fell verdeckt. Die unbehaarten Ohren waren dreieckig und stumpf zugespitzt. Am Kopf, Rücken, Brust und Bauch war das Fell gelblich braun. Am Nacken war es etwas heller. Die Flügel waren schwarzgrau.

## Status
Der Percy-Island-Flughund ist nur vom Holotypus bekannt, der 1859 auf der nordöstlich von Queensland gelegenen Insel Percy Island gesammelt wurde. Das Taxon wird in der Roten Liste der IUCN und dem australischen Endangered Species Protection Act von 1992 als ausgestorben gelistet. Jedoch herrscht bis heute Unklarheit, ob die Art australischer Herkunft ist und es gibt Zweifel an der Validität, zumal der Percy-Island-Flughund dem Kleinen Roten Flughund (Pteropus scapulatus) sehr ähnlich sieht.